# Locate
locate은 파일 시스템에서 파일을 찾기 위해서 1983년에 만들어진 유닉스 유틸리티이다. 이것은 updatedb 에 의해서 생성된 미리 빌드된 파일들의 데이터베이스를 통해 검색한다.  find에 비해서 매우 빠르지만 데이터베이스의 정기적인 업데이트를 필요로 한다. 이것은 속도 향상을 위해 전체적인 효율성과 절대적인 정확성을 희생하였다.
몇몇 버전은 네트워크 파일시스템도 색인화할 수 있다.
mlocate은 locate/updatedb의 구현이다.